# Lamarosa
Lamarosa ist eine portugiesische Ortschaft und ehemalige Gemeinde.

## Verwaltung
Die ehemalige Gemeinde (Freguesia) gehört zum Kreis (Concelho) von Coimbra. Die Gemeinde hatte eine Gesamtfläche von 16,3 km² und 2072 Einwohner (Stand 30. Juni 2011).
Im Zuge der administrativen Neuordnung in Portugal zum 29. September 2013 wurde Lamarosa mit der Gemeinde São Martinho de Árvore zur neuen Gemeinde União das Freguesias de São Martinho de Árvore e Lamarosa zusammengeschlossen. Hauptsitz der neuen Gemeinde wurde São Martinho de Árvore.